# Attidops nickersoni
Espèce
Attidops nickersoni est une espèce d'araignées aranéomorphes de la famille des Salticidae.

## Distribution
Cette espèce est endémique de Floride aux États-Unis,.

## Description
Les mâles mesurent de 2,25 à 2,30 mm et les femelles de 2,17 à 2,40 mm.

## Étymologie
Cette espèce est nommée en l'honneur d'Everett Nickerson.

## Publication originale
- Edwards, 1999 : The genus Attidops (Araneae, Salticidae). Journal of Arachnology, vol. 27, no 1, p. 7-15 (texte intégral).